# Nerieae
Nerieae är en tribus i familjen oleanderväxter och underfamiljen Apocynoideae. Tidigare fördes släktena till Wrightieae, men bildar numera ett eget tribus. Det innehåller sju släkten:
- Oleandersläktet (Nerium)
- Strofantsläktet (Strophanthus)
- Trattrankesläktet (Beaumontia)
- Ökenstjärnesläktet (Adenium)
- Funtumia
- Kitabalia
- Mascarenhasia

### Webbkällor
- The Taxonomicon - Tribe Nerieae hämtat från the Wayback Machine (arkiverat 4 mars 2016).